# Національна мечеть Абуджі
Національна мечеть Абуджі (англ. Abuja National Mosque) — національна мечеть в місті Абуджа, Нігерія, збудована в 1984 . Розташована в місті Абуджа. Чотири мінарети мають висоту близько 120 метрів, тоді як великий центральний купол — 60 метрів. Будівля включає бібліотеку та конференц-зал.
Комплекс включає конференц-центр, здатний обслуговувати 500 осіб, офіс для Ісламського центру та житлові приміщення для імама та муедзина.

## Галерея

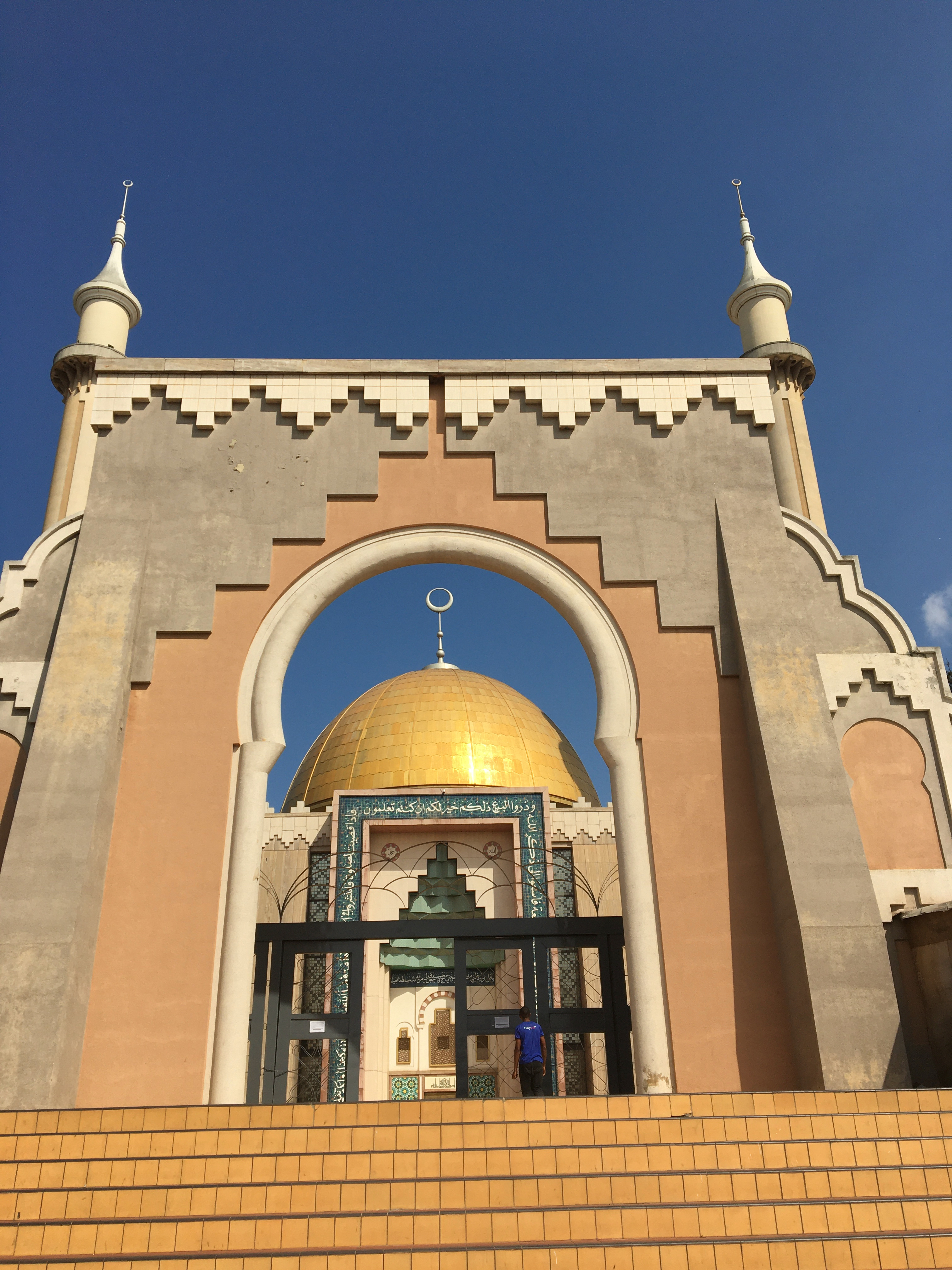
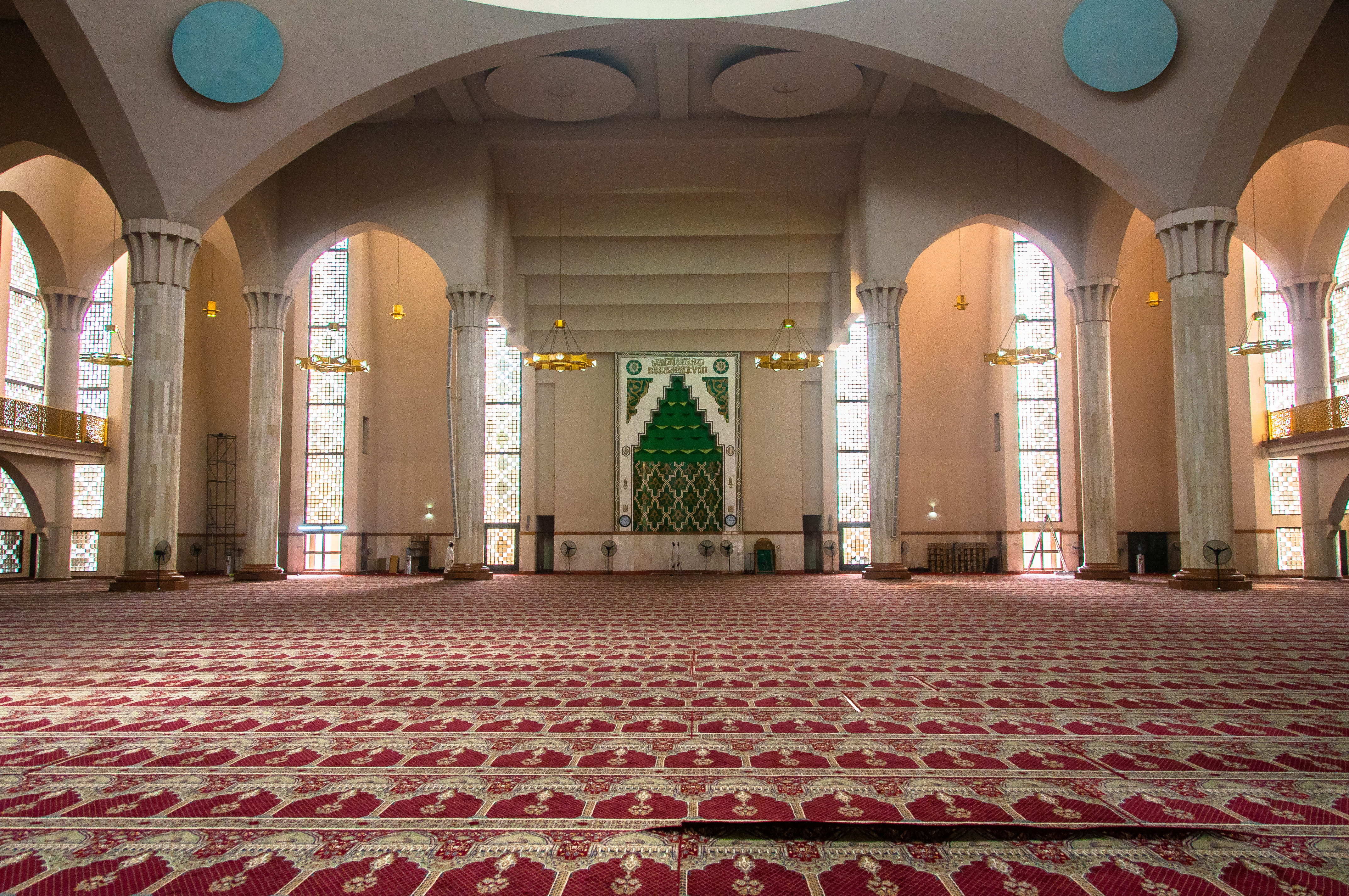
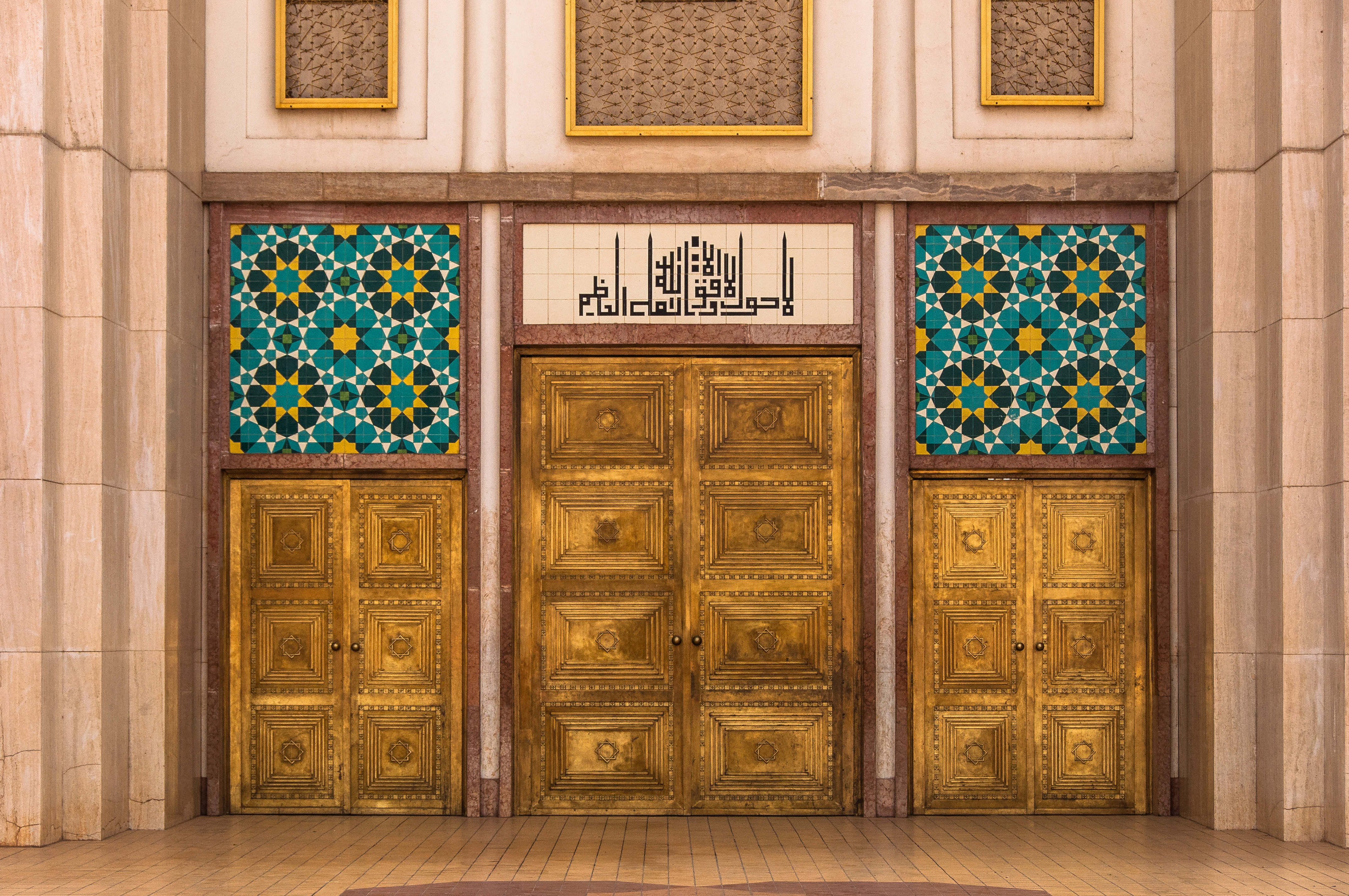